# BIOACID

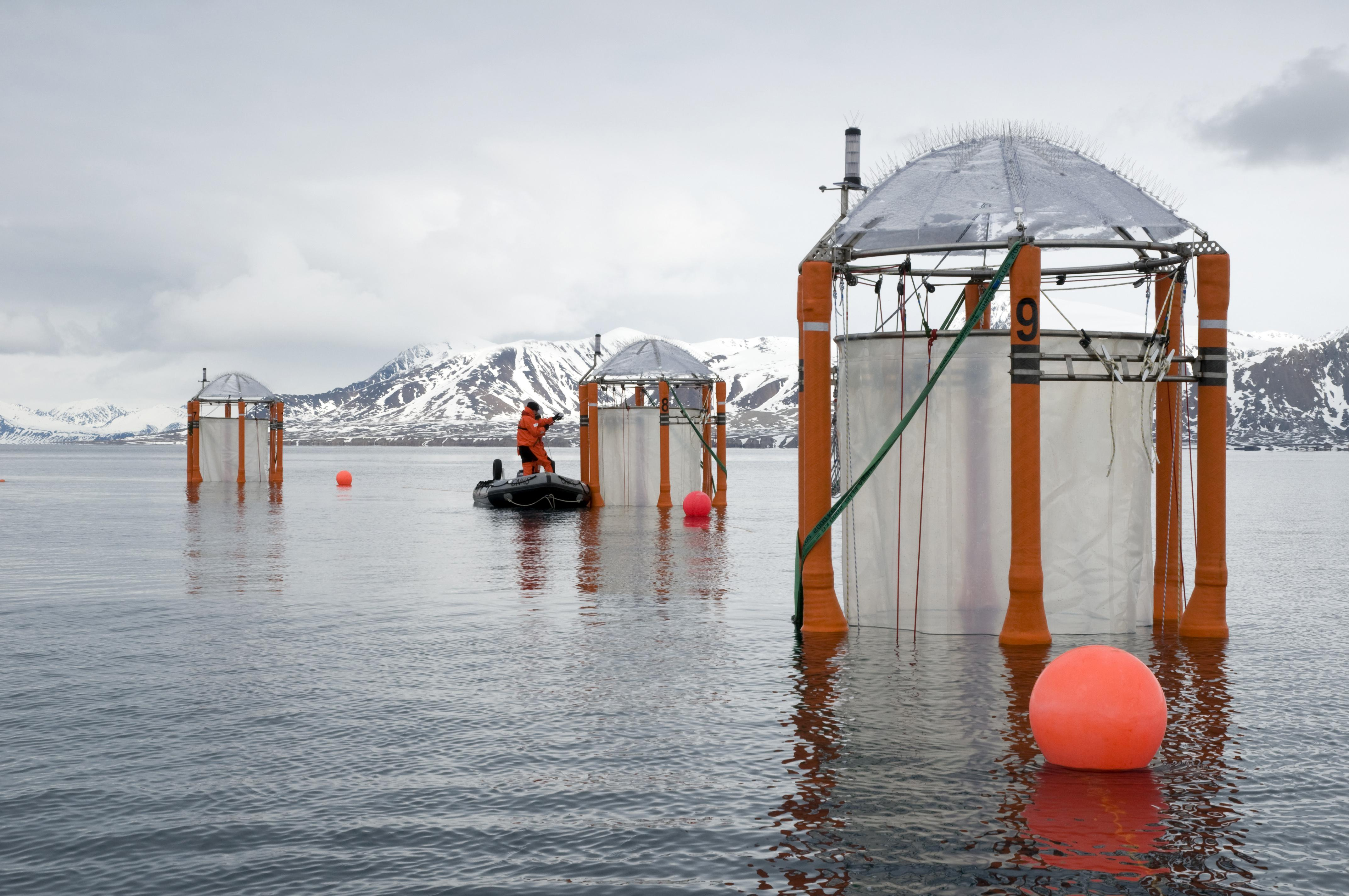
Für Freilandexperimente zu Auswirkungen der Ozeanversauerung benutzen Forschende des Projekts BIOACID die KOSMOS-Mesokosmen – wie hier in Spitzbergen.

BIOACID (englisch Biological Impacts of Ocean ACIDification, deutsch biologische Auswirkungen von Ozeanversauerung) ist der deutsche Forschungsverbund zur Ozeanversauerung. 
In dem Projekt, das von Ulf Riebesell vom Helmholtz-Zentrum für Ozeanforschung Kiel (GEOMAR) und Hans-Otto Pörtner vom Alfred-Wegener-Institut, Helmholtz-Zentrum für Polar- und Meeresforschung koordiniert wird, kooperieren 20 deutsche Forschungseinrichtungen. Als weltweit eines der größten nationalen Forschungsprogramme über Ozeanversauerung trägt BIOACID dazu bei, den Einfluss von Ozeanversauerung auf marine Organismen und deren Lebensräume zu quantifizieren, die zugrunde liegenden Mechanismen aufzuklären, das Potential zur Anpassung durch Evolution abzuschätzen und zu ermitteln, wie die beobachteten Effekte durch andere Umweltveränderungen modifiziert werden. 
BIOACID wird vom Bundesministerium für Bildung und Forschung gefördert.
Für naturnahe Experimente entwickelten Mitglieder des Projekts BIOACID die KOSMOS-Mesokosmen (KOSMOS englisch Kiel Off-Shore Mesocosms for Ocean Simulations, deutsch Kieler Mesokosmen für Ozeansimulationen) und die KOB-Benthokosmen (KOB englisch Kiel Outdoor Benthocosms, deutsch Kieler Freiland-Benthokosmen). Laborstudien widmen sich unter anderem der Kaltwasser-Koralle Lophelia pertusa, der Kalkalge Emiliania huxleyi sowie wirtschaftlich wichtigen Fischarten wie dem Nordatlantischen Kabeljau Gadus morhua.

## Projektphasen

### BIOACID I: September 2009 bis August 2012
In der ersten Projektphase BIOACID I definierte man fünf Themenbereiche. Diese behandeln Prozesse, von der Basis der Nahrungskette bis hin zu Ökosystemen sowie von der subzellulären Ebene bis zum Gesamtorganismus. Aufgrund der Sensitivität im Bezug auf die Ozeanversauerung wurden Kalzifizierung und Karbonat-Lösungsprozesse in einem eigenen Themenbereich zusammengefasst. Demnach war das wissenschaftliche Programm von BIOACID I folgendermaßen strukturiert:
| Thema   | Titel                                                                                          |
| ------- | ---------------------------------------------------------------------------------------------- |
| Thema 1 | Primärproduktion, mikrobielle Prozesse und biogeochemische Rückkopplungen                      |
| Thema 2 | Leistungs-Charakteristika: Fortpflanzung, Wachstum und Verhalten von Tierarten                 |
| Thema 3 | Kalzifizierung: Sensitivitäten von Stämmen und Ökosystemen                                     |
| Thema 4 | Interaktionen von Arten und Strukturen von Lebensgemeinschaften in einem sich-wandelnden Ozean |
| Thema 5 | Integrierendes Assessment: Sensitivitäten und Unsicherheiten                                   |

### BIOACID II: September 2012 bis September 2015
Für BIOACID II erfolgte eine Umstrukturierung, bei der fünf Konsortien entstanden. Ziel von BIOACID II war, ein besseres Verständnis biologischer Mechanismen, Reaktionen von Organismen auf Ozeanversauerung und deren biologischen sowie ökonomischen Auswirkungen zu erlangen.
| Konsortium   | Titel |
| ------------ | --- |
| Konsortium 1 | Pelagische Ökosysteme unter Versauerung der Ozeane: ökologische, biogeochemische und evolutionäre Reaktionen                                                                       |
| Konsortium 2 | Reaktion der benthischen Gemeinschaften auf interaktiven Stress |
| Konsortium 3 | Natürliche CO2-reiche Riffe als Fenster in die Zukunft: Akklimatisation des marinen Lebens auf langfristige Ozeanversauerung und Konsequenzen für die biogeochemischen Kreisläufe  |
| Konsortium 4 | Auswirkungen der Ozeanversauerung in einem sich erwärmenden Klima auf Interaktionen zwischen den Arten an den Verteilungsgrenzen: Mechanismen und Konsequenzen auf Ökosystem-Ebene |
| Konsortium 5 | Dienstleistungen der Ozeane |

### BIOACID III: Oktober 2015 bis November 2017
Die übergreifenden Ziele der Abschlussphase von BIOACID haben sich nicht verändert. Im Fokus steht auch in dieser Projektphase die ganzheitliche Beurteilung der beobachteten biologischen Reaktionen auf multiple Einflussfaktoren. Dabei soll geklärt werden, welche Mechanismen den beobachteten Sensitivitäten zugrunde liegend, auf der Ebene von Organismen, Populationen, Lebensgemeinschaften und Ökosystemen bis hin zu Ökosystemleistungen. Um diese Ziele zu erreichen, werden die vorherigen Konsortien in drei Themenbereichen zusammengeführt. Neu ist das integrierte Assessment, zu dem alle drei Bereiche beitragen. Es führt Risikoeinschätzungen, sowie die Entwicklung von zukünftigen Szenarien, Managementoptionen und eine Politikberatung durch.
| Thema   | Titel |
| ------- | --- |
| Thema 1 | Pelagische Ökosysteme und Biogeochemie |
| Thema 2 | Veränderung von Struktur und Funktion in Benthischen Ökosystemen                                                                                             |
| Thema 3 | Auswirkungen von Ozeanversauerung und Erwärmung auf natürliche und menschliche Gemeinschaften: Mechanismen, Vulnerabilitäten und gesellschaftliche Anpassung |